# Marley (film)
Marley is een documentaire/biografische film over het leven van reggaemuzikant Bob Marley. De film werd uitgebracht op 20 april 2012.

## Muziek
De soundtrack van Marley werd vier dagen voor de film uitgebracht, op 16 april 2012. Het bevat de meeste nummers die gebruikt zijn in de film, behalve "A Teenager in Love". De eerste single van de soundtrack is "High Tide or Low Tide", uitgebracht op 9 augustus 2011. De tracklist is gerangschikt op de volgorde waarin de nummers in de film voorkomen. De soundtrack is het eerste album dat de opname bevat van "Jamming" op het One Love Peace Concert, waar Bob Marley Michael Manley en Edward Seaga elkaar de hand liet schudden, respectievelijk de leiders van de People's National Party en de Jamaican Labour Party.

## Ontvangst
Marley werd erg goed ontvangen. Op Rotten Tomatoes heeft de film een waardering van 95%, gebaseerd op 91 recensies, en een gemiddelde score van 7.9/10. Op Metascore heeft de film een waardering van 82 van 100, gebaseerd op 32 recensies.
Bob Marley · Junior Braithwaite · Beverley Kelso · Bunny Wailer · Peter Tosh · Cherry Smith · Constantine "Vision" Walker · Earl "Chinna" Smith · Aston Barrett · Joe Higgs · Earl Lindo · Carlton Barrett · Al Anderson · Alvin Patterson · Junior Marvin · Donald Kinsey · Tyrone Downie · I Threes (Rita Marley · Marcia Griffiths · Judy Mowatt)